# Válvula de vástago

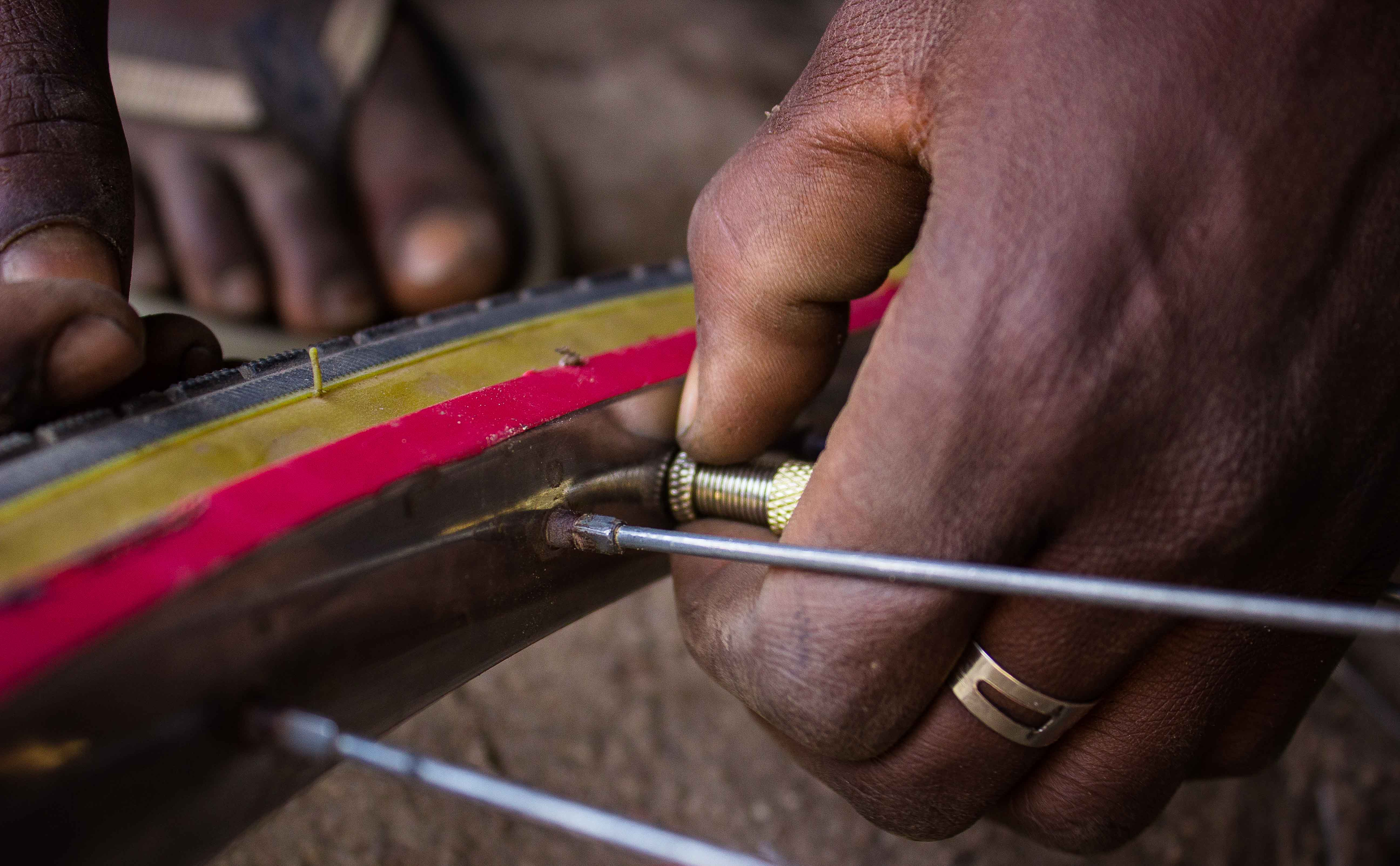
Sustitución de una válvula de vástago.

Una válvula de vástago se caracteriza porque se puede abrir (para admitir gas en una cámara, como el aire utilizado para inflar un neumático) presionando un pivote metálico, y luego se cierra automáticamente y se mantiene sellada (para evitar que el gas se escape) gracias a la presión interior de la cámara, a un resorte, o a ambos. Se usa habitualmente en todo tipo de neumáticos de (automóviles, motocicletas y bicicletas), pero también para muchas otras aplicaciones. 

## Válvula Schrader

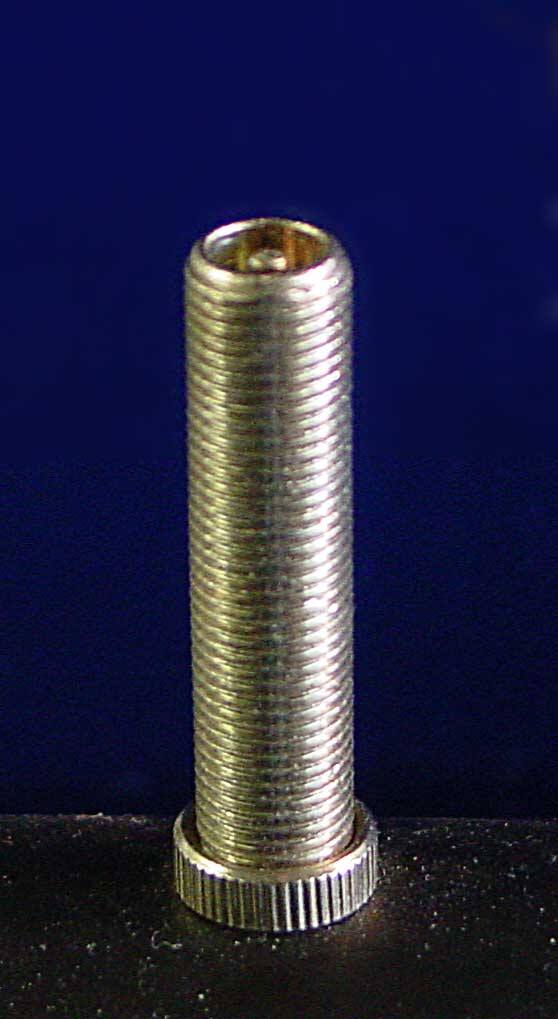
Válvula de vástago Schrader.

La válvula Schrader consiste en una válvula de asiento roscada conectada con un resorte. Se utilizan en prácticamente todos los neumáticos de automóviles y motocicletas, y en neumáticos de bicicleta con llantas anchas. Además de en neumáticos, las válvulas Schrader de diferentes diámetros se usan en sistemas de refrigeración y aire acondicionado, fontanería, sistemas de inyección de combustible en motores, sistemas de suspensión y reguladores de buceo, lo que permite al usuario quitar y conectar una manguera de suministro mientras está en uso. Las válvulas Schrader en el riel del inyector de combustible de muchos automóviles se utiliza como un punto de acceso rápido y fácil para verificar la presión del combustible o conectar un cartucho limpiador del inyector.

## Válvula Presta

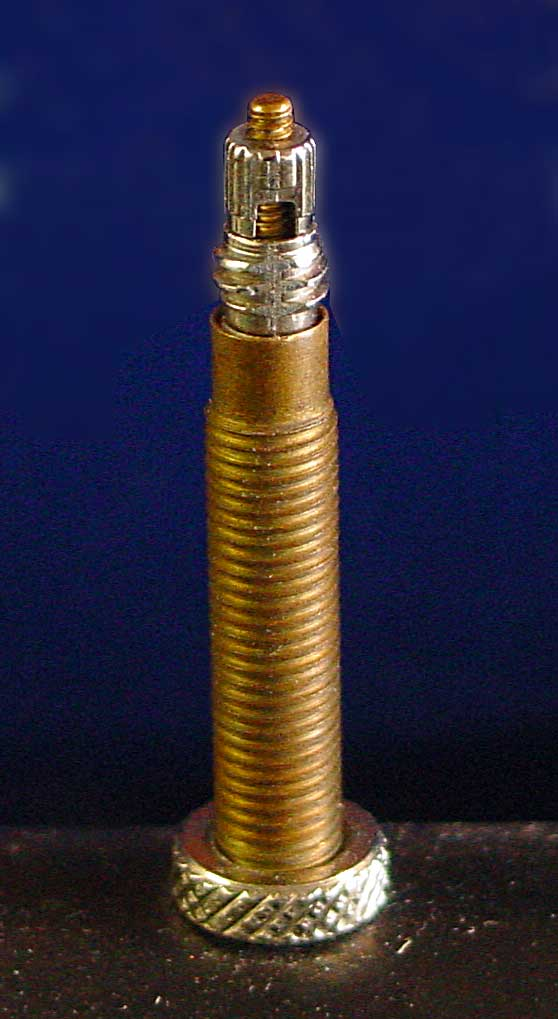
Válvula de vástago Presta.

Las válvulas Presta (también llamada válvula Sclaverand o francesa) normalmente solo se usa en bicicletas. El tallo tiene un diámetro más estrecho (nominalmente 6 mm), más delgado (nominalmente 8 mm) que el tipo Schrader, por lo que el orificio a través del que se instala puede ser más pequeño. Tiene una contratuerca que debe abrirse para inflar o desinflar.

## Válvula Dunlop

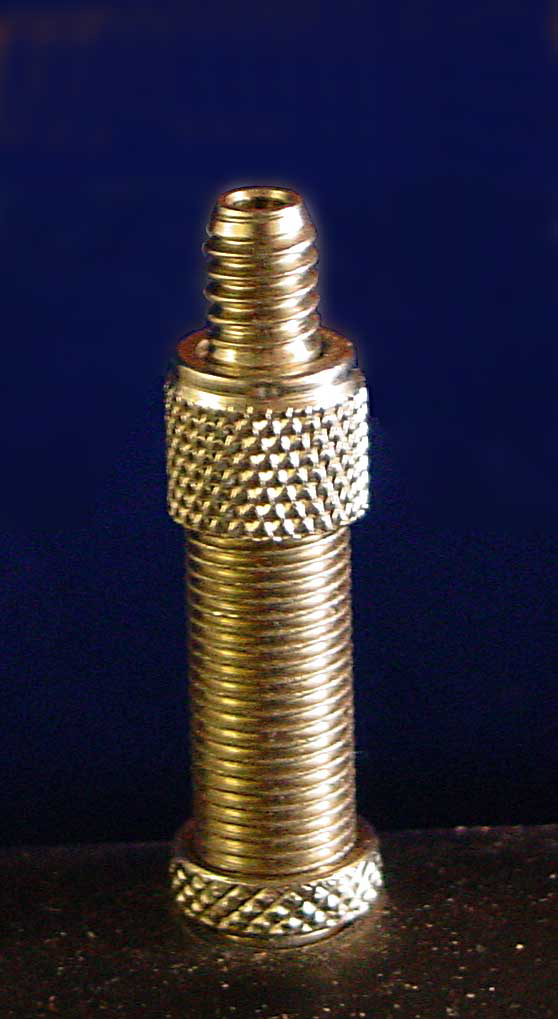
Válvula de vástago Dunlop (o Woods).

Las válvulas Dunlop, (también llamadas válvulas Woods o válvulas inglesas) llegaron a ser muy populares en Gran Bretaña. Todavía se usan ampliamente en neumáticos de bicicleta en muchos países, especialmente en bicicletas de precios bajos a medios. Se pueden utilizar con una bomba Presta.
En el vástago o cuerpo, posee un núcleo de válvula el cual sirve como una válvula check, cumpliendo la función principal dar paso de aire para llenar recámara y cerrar el paso en sentido contrario. 

## Otros tipos

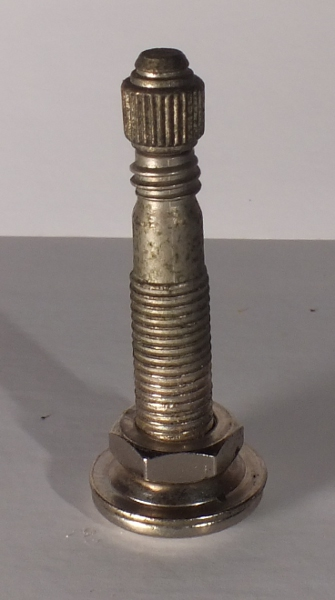
Válvula de vástago Regina.

Existen muchas otras válvulas que se usan solo en ciertas regiones o para propósitos concretos. 
Por ejemplo, la válvula Regina, muy similar a la Presta, se usa principalmente en Italia. Las válvulas de neumático invisibles son diferentes en diseño de las tradicionales. Consiste en una tapa extraíble en un vástago de válvula incrustado en la llanta del neumático, con solo la tapa visible. Al inflar el neumático, primero se quita la tapa, generalmente con una moneda, y luego se atornilla un vástago inflador especial "desmontable" en la válvula. Un inflador permite rellenar el neumático del modo habitual.